# Tmarus kotigeharus
Tmarus kotigeharus är en spindelart som beskrevs av Benoy Krishna Tikader 1963. Tmarus kotigeharus ingår i släktet Tmarus och familjen krabbspindlar. Inga underarter finns listade i Catalogue of Life.